# 1929 en Italie
Chronologie de l'Italie
- 1925
- 1926
- 1927
- 1928
- 1929
- 1930
- 1931
- 1932
- 1933

## Événements

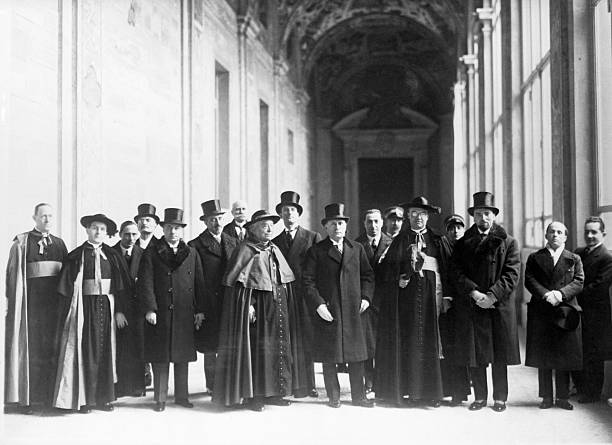
Le cardinal Gaspari et le premier ministre Mussolini avant la signature des accords du Latran.

- 11 février : signature des accords du Latran entre le gouvernement italien de Benito Mussolini et le cardinal Gasparri, secrétaire d’État du Saint-Siège. Ils garantissent la souveraineté du pape sur le territoire du Vatican ainsi que le caractère officiel de la religion catholique en Italie. En échange, le Vatican renonce au pouvoir temporel et reconnaît le royaume d’Italie avec Rome pour capitale et la maison de Savoie comme dynastie régnante. Le Saint-Siège obtient une confortable indemnité en compensation des territoires perdus. Création de l'État de la Cité du Vatican comme support et garant de l'indépendance de l'Église catholique romaine[1].

- 24 mars : élections législatives[2]. La liste du Grand Conseil du fascisme est approuvée par 8 519 559 « oui » contre 135 761 « non ». Le taux de participation est de 89,63 %[3].

- 20 avril : début de la XXVIIIe législature du royaume d'Italie[2].

- 8 mai : ouverture à Florence de l'Exposition nationale d'histoire de la science[4].
- 11 mai : découverte du premier crâne de l'homme de Saccopastore[5].
- 3 - 8 juin : éruption du Vésuve[6].

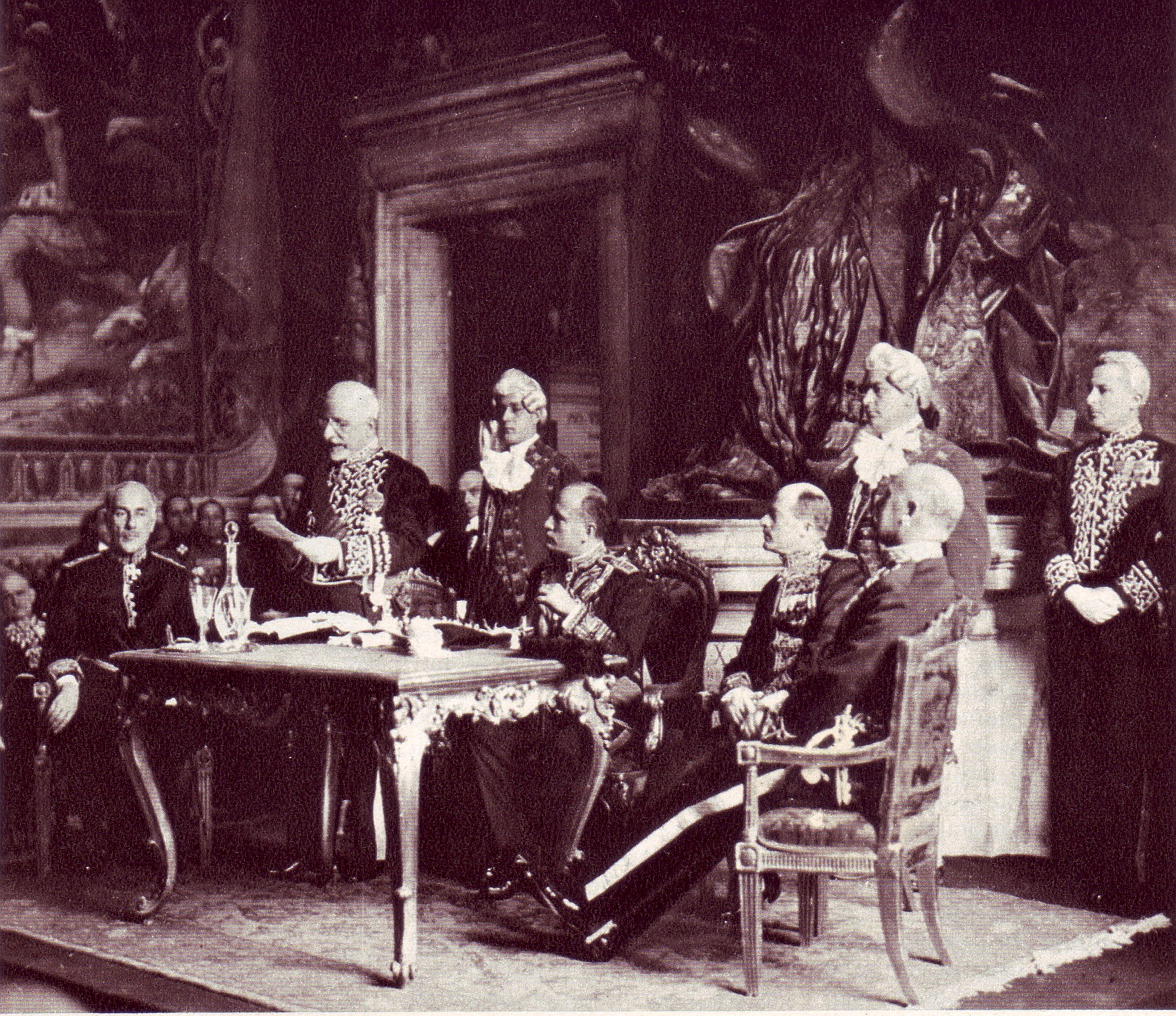
Le discours inaugural de l'Accademia d'Italia prononcé par Tommaso Tittoni.

- 28 octobre : inauguration de l'Académie d'Italie par Mussolini[7].
- Octobre : Carlo Rosselli fonde à Paris le mouvement Giustizia e Libertà[8].

## Culture

### Littérature

#### Prix et récompenses
- Prix Bagutta : Vincenzo Cardarelli, Il sole a picco, (L'Italiano Editore: Leo longanesi)

## Naissances en 1929
- 26 février : 
  - Emanuele Severino, philosophe.  († 17 janvier 2020)
  - Paolo Ferrari, acteur et animateur de télévision. († 6 mai 2018)
- 2 avril : Francesco Bissolotti, luthier.  († 31 janvier 2019)
- 20 avril : Domenico Corcione (it), général, ministre de la Défense dans les années 1990.  († 3 janvier 2020)
- 7 août : Arrigo Petacco, écrivain, journaliste et historien. († 3 avril 2018)
- 15 août : Carlo Ripa di Meana, homme politique. († 2 mars 2018)
- 14 septembre : Giorgio Bàrberi Squarotti, poète, universitaire et critique littéraire. († 9 avril 2017)
- 20 septembre : Vittorio Taviani, réalisateur et scénariste. († 15 avril 2018)
- 23 octobre : Renzo Zaffanella (it), homme politique, député lors des Ve et VIe législatures de la République italienne et maire de Crémone de 1980 à 1990. († 4 octobre 2020)
- 19 novembre : Giuseppe Galasso, historien et homme politique. († 12 février 2018)
- 29 novembre : Giancarlo Vitali, peintre et graveur. († 25 juillet 2018)

## Décès en 1929
- 1er mars : Vincenzo Gemito, 76 ans, sculpteur, dessinateur et orfèvre. (° 6 juillet 1852)
- 5 mars : Francesco Paolo Michetti, 77 ans, peintre et photographe. (° 4 août 1851)
- 22 mai : Rodolfo Lanciani, 84 ans, archéologue, spécialiste de la topographie de la Rome antique, auteur de la reconstitution du fameux plan de Rome, connu sous le nom de Forma Urbis Romae. (° 2 janvier 1845)
- 26 novembre : Luciano Zùccoli (nom de plume de Luciano von Ingenheim), 60 ans, écrivain et journaliste italien d'origine suisse. (° 5 décembre 1868)

#### Articles généraux
- L'année 1929 dans le monde
- 1929 aux États-Unis, 1929 au Canada
- 1929 en France, 1929 en Belgique, 1929 en Suisse

#### Articles sur l'année 1929 en Italie
- Élections générales italiennes de 1929
- Accords du Latran

#### L'année sportive 1929 en Italie
- Championnat d'Italie de football 1928-1929
- Championnat d'Italie de football 1929-1930
- Saison 1928-1929 de la Juventus FC
- Saison 1929-1930 de la Juventus FC
- Championnat d'Italie de rugby à XV 1928-1929
- Championnat d'Italie de rugby à XV 1929-1930
- Grand Prix automobile de Tripoli 1929
- Milan-San Remo 1929
- Tour d'Italie 1929